# Goody Goody Gum Drops
Goody Goody Gum Drops es un sabor de helado de Nueva Zelanda elaborado por Tip Top. Es un helado de color verde pastel con sabor a chicle y adornado con pastillas de goma. Se considera icónico en Nueva Zelanda y la percepción de su sabor está polarizada entre los neozelandeses. Algunas personas lo consideran un «manjar nacional», mientras que otros lo consideran una «desgracia nacional».

## Historia
Goody Goody Gum Drops fue inventado en 1983 por el director general de Tip Top, Murray Taylor. Según Taylor, tener una buena distribución de las gomitas en el helado es difícil y «muy pocos heladeros en el mundo lo habrían intentado».
En 2008, Tip Top creó una variante del sabor de helado en barra como edición limitada. En su momento se describió como un triunfo técnico. Según Taylor, se necesitaron dos años para crear la versión en barra, debido a que la distribución de las gomitas era un problema. Al principio todos salieron como un gran bulto, y los consultores daneses crearon un modelo matemático de la distribución normal de las gomitas, diciendo que el objetivo no se podía lograr. Con motivo del lanzamiento del producto, una campaña publicitaria televisiva que comenzó el 16 de noviembre vio a 'Goody' y 'Stick' enamorarse en la caja de un supermercado. Su romance incluyó una cena a la luz de las velas, un helado en la playa y un «encuentro de Stick con una rama baja en un paseo en bicicleta por el campo». El helado de barra volvió a las tiendas en 2019, esta vez con un tamaño mayor, 100 ml en comparación con los 78 ml originales. La publicación de Tip Top en Facebook anunciando el regreso reunió 1600 comentarios en un día.
En noviembre de 2008, se informó que, durante el año, los consumidores habían consumido 50 millones de gomitas en helado. En 2016, TipTop colaboró con Griffin's para crear un sabor Goody Goody Gum Drop de la galleta Griffin's Squiggles. En diciembre de 2017, Goody Goody Gum Drops «comenzó a desaparecer» de las tiendas y luego regresó. En 2019, Primo, un productor de leche aromatizada, creó una leche aromatizada Goody Goody Gum Drops.
En octubre de 2022, Tip Top anunció la discontinuación de Goody Goody Gum Drops, junto con cookies and cream, en forma de tarrinas y barras de dos litros, pero el sabor permaneció disponible por primicia. Tip Top dijo que el motivo de la interrupción fue para poder maximizar su capacidad de mantenerse al día con la demanda de los clientes de verano, y 1 News informó que se debió al aumento de los costos de fabricación. Después del anuncio, la gente de todo el país se indignó y muchas personas escribieron sobre su decepción en las redes sociales. El ministro de Inmigración de Nueva Zelanda, Michael Wood, dijo en respuesta que «a veces las decisiones difíciles son las correctas».
En octubre de 2023, regresó el sabor Goody Goody Gum Drop, uniéndose a la gama de productos Tip Top Crave de 1.2 L. Esta vez, las pastillas de goma se redujeron de tamaño para resolver las quejas de los clientes acerca de que no había suficientes pastillas de goma en un recipiente. El director de Tip Top, Ben Schurr, dijo que la versión anterior del sabor tenía de 5 a 6 pastillas de goma por cucharada y que la nueva versión tiene de 9 a 10 pastillas de goma por cucharada. También dijo que el tamaño más pequeño hace que las pastillas de goma se peguen menos a los dientes de las personas. Con motivo de la reintroducción, Hilary Barry y Jeremy Wells visitaron la fábrica Tip Top en el programa de televisión Seven Sharp.

## Puntos de vista
La investigación de mercado realizada por Tip Top en 2008 mostró que Goody Goody Gum Drops era considerada por muchos como un «regalo», mientras que sabores como el hokey pokey o la vainilla se consideraban sabores cotidianos. Durante décadas, el sabor ha tenido una reacción polarizada de amor/odio por parte de los consumidores, y el ministro de inmigración, Michael Wood, tuiteó en 2022 que consideraba que Goody Goody Gum Drops era una «plaga para la civilización occidental».
Vaughan Currie, copropietario de la heladería Rush Munro's, describió Goody Goody Gum Drops como uno de los pocos sabores que puede competir con el estatus icónico del hokey pokey. Currie cree que la razón del éxito de Goody Goody Gum Drops es su atractivo para los niños, y dice que el helado puede «posiblemente ser un poco soso» y que no es raro que las familias tengan un sabor «para adultos» y uno que atiende más a los niños. Currie también ha descrito el sabor como algo que satisface la imaginación de los niños.